# Lucie Hochmann
Lucie Hochmann, geb. Záleská, (* 7. Juli 1991 in Podbořany) ist eine ehemalige tschechische Radsportlerin, die auf Bahn und Straße aktiv war. Sie war neben Jarmila Machačová die dominierende Radsportlerin ihres Landes in den 2010er Jahren.

## Sportliche Laufbahn
2008 wurde Lucie Hochmann Junioren-Europameisterin im Scratch und errang die Bronzemedaille in der Einerverfolgung. Im Jahr darauf wurde sie Vize-Weltmeisterin der Juniorinnen im Scratch. Zudem wurde sie tschechische Junioren-Meisterin im Einzelzeitfahren auf der Straße.
Seit 2011 startet Hochmann in der Elite-Kategorie und gewann bis 2015 zehn nationale Titel in verschiedenen Disziplinen auf der Bahn. International errang sie bei den UEC-Bahn-Europameisterschaften 2013 in der Kategorie U23 jeweils eine Bronzemedaille in Scratch und Omnium. Seit 2015 fährt sie verstärkt auch auf der Straße und wurde Fünfte der tschechischen Meisterschaften im Straßenrennen sowie Sechste im Einzelzeitfahren. 2017 wurde sie Vize-Meisterin im Straßenrennen. Bis 2018 errang sie 19 nationale Titel auf der Bahn.

## Privates
Lucie Hochmann ist verheiratet mit dem Radsportler Jiří Hochmann.

## Erfolge

### Bahn
2008
- Junioren-Europameisterin – Scratch
- Junioren-Europameisterschaft – Einerverfolgung

2009
- Junioren-Weltmeisterschaft – Scratch

2010
- U23-Europameisterschaft – Einerverfolgung

2011
- Tschechische Meisterin – Sprint, 500-Meter-Zeitfahren, Teamsprint (mit Jarmila Machačová), Scratch, Punktefahren

2012
- U23-Europameisterschaft – Einerverfolgung
- U23-Europameisterschaft – Omnium
- Tschechische Meisterin – 500-Meter-Zeitfahren, Einerverfolgung, Omnium, Mannschaftsverfolgung (mit Jarmila Machačová und Denisa Bartizalova)

2013
- U23-Europameisterschaft – Einerverfolgung, Scratch, Omnium

2014
- Tschechische Meisterin – Mannschaftsverfolgung (mit Jarmila Machačová, Sára Kaňkovská und Ema Kaňkovská)

2015
- Tschechische Meisterin – Omnium

2016
- Tschechische Meisterin – Scratch, Einerverfolgung, Mannschaftsverfolgung (mit Barbora Dzerengová, Jarmila Machačová und Eva Planicková)

2017
- Tschechische Meisterin – Scratch, Einerverfolgung, Mannschaftsverfolgung (mit Barbora Dzerengová, Katerina Kohoutkova, Jarmila Machačová und Eva Jiroušková), Zweier-Mannschaftsfahren (mit Ema Káňkovská)

2018
- Tschechische Meisterin – Einerverfolgung, Mannschaftsverfolgung (mit Jarmila Machačová, Tereza Neumanová und Katerina Kohoutkova)

### Straße
2009
- Tschechische Junioren-Meisterin – Einzelzeitfahren